# 泉三太郎
泉 三太郎（いずみ さんたろう、1926年4月21日 - 2003年1月10日）は、日本のロシア文学者、翻訳家、図書出版社社長。
本名・山下三郎。兄にドイツ文学者の山下肇。弟に三浦大四郎（文芸座プロモーション代表取締役）。

## 略歴
東京生まれ。1949年、東京外国語大学ロシア科を卒業し、泉 三太郎名義で『イルクーツク物語』の翻訳（1961年度テアトロン賞）など、当時のソビエト文学の翻訳、紹介とともに、自作の小説、評論等を発表する。さらにソビエトの演劇を紹介し、「イルクーツク物語」「私のかわいそうなマラート」などの日本での上演にも関わった。
1955年に大病を患ったのを機に、出版社経営に注力するようになり、図書出版社社長、ダヴィッド社取締役などを務めた。出版流通対策協議会会長・相談役もつとめた。
20代から狩猟を趣味とし、[全日本狩猟倶楽部理事をつとめ、副会長にもなった。

## 共著
- 演劇小辞典 石崎一正 ダヴィッド社 1977.11

## 翻訳
- こちらはもう朝だ チヤコフスキー 彰考書院 1952
- 黄鉄歩哨に立つ チャコフスキー 五月書房 1952
- 暗黒物語 パナイト・イストラチ ダヴィッド社 1953.8
- オーデルの春 エ・ゲ・カザケーヴィチ ダヴィッド社 1954 (ダヴィッド選書)
- 社会主義リアリズムの方法と歴史 形式主義とたたかうモスクワ芸術座 アナスタシェフ 未来社 1954 (未来芸術学院)
- 雪どけ エレンブルグ 新潮社 1955 (一時間文庫)
- 第九の波 エレンブルク 岩波書店 1955 (現代の文学)
- 俳優の記録 レオニードフ 未来社 1955
- イルクーツク物語 アルブーゾフ 川上洸共訳 未来社 1962 のち旺文社文庫
- 初恋 ヴェ・ローゾフ 未来社 1963 (てすぴす叢書)
- 父と子 アルブーゾフ 未来社 1964 (てすびす叢書)
- 私のかわいそうなマラート アルブーゾフ 未来社 1966 (てすぴす叢書)
- 夜の告白 アルブーゾフ 未来社 1971 (てすぴす叢書)